# Actinote semilutea
Actinote semilutea är en fjärilsart som beskrevs av Jordan 1913. Actinote semilutea ingår i släktet Actinote och familjen praktfjärilar. Inga underarter finns listade i Catalogue of Life.